# Svenska Kryssarklubben
Svenska Kryssarklubben (SXK) är världens största ideella båtförening med över 40 000 individuellt anslutna medlemmar. 
Kryssarklubben har lagt ut och underhåller över 230 bojar runt kusterna och har nio uthamnar från Gåsören i norr till Lomma i söder. Inom föreningen sköter man även ett antal sjömärken, enslinjer, båkar och tusentals bergöglor och tar även fram hamn- och farledsbeskrivningar. Ett 30-tal farledsprickar som Sjöfartsverket sköter finansieras av Svenska Kryssarklubben. Kryssarklubben finns på webben, facebook, Instagram, Linkedin, Twitter. På Kryss, Kryssarklubbens medlemstidning På Kryss utges till alla medlemmar och kan läsas digitalt. Tidningen kan köpas på ca 90 Pressbyråer. På Kryss ska inspirera, skapa gemenskap och ökar säkerheten genom reseskildringar, artiklar och faktamaterial. På Kryss finns också på webben, nyhetsbrev, facebook och Instagram med nyheter och fördjupningar. 
Föreningen arbetar aktivt för båtlivsintresserade och engagerar sig i sjösäkerhetsrådet, båtmiljörådet och i andra organisationer i Sverige och utomlands. Kryssarklubben är också remissinstans för myndigheter som exempelvis Transportstyrelsen och Havs och vattenmyndigheten i frågor som rör båtliv. På lokal nivå är kretsarna remissinstanser. 
Klubben grundades 1923 av bland andra Tore Holm, Sven Grenander och Åke Améen. Det klubbades redan på det konstituerande mötet att föreningen ska "väcka och stärka hågen för friluftsliv i form av turist- och långfärder till sjöss och främja möjligheterna för sådana färder". Inledningsvis var syftet även att arbeta för och skapa för långfärdssegling lämpliga fartygstyper. För den skull utlystes konstruktionspristävlingar och anskaffades under många år båtar som såldes med hjälp av lotterier.
Svenska Kryssarklubben har ett antal lokalavdelningar, kretsar, varav den största är Västkustkretsen med omkring 13 000  medlemmar. Flera kretsar utger egna medlemstidningar. Utöver den gemensamma På Kryss (en sammanslagning av 'Till Rors och För Segel och Motor), finns även Odyssé, som ges ut av avdelningen Medelhavsseglarna.
Bland dagens verksamheter finns:
- 24-timmarssegling, en tidsbegränsad distanssegling.
- Eskaderseglingar i svenska och utländska vatten.
- Hamn- och farledsbeskrivningar.
- Seglarlägret Malma Kvarn och Stiftelsen Svenska Kryssarklubbens Seglarskola